# Hemerobius darlingtoni
Hemerobius darlingtoni is een insect uit de familie van de bruine gaasvliegen (Hemerobiidae), die tot de orde netvleugeligen (Neuroptera) behoort. 
Hemerobius darlingtoni is voor het eerst wetenschappelijk beschreven door Banks in 1938.